# Sanderita
La sanderita és un mineral de la classe dels sulfats. Rep el seu nom de Hermann Max Bruno Sander (1884-1979), petròleg estructural especialitzat en la geologia dels Alps Centrals, professor de mineralogia al'Institut Geològic Austríac, a Viena.

## Característiques
La sanderita és un sulfat de fórmula química MgSO₄(H₂O)₂.
```
Cristal·litza en el 
sistema ortoròmbic
.
```

Segons la classificació de Nickel-Strunz, la sanderita pertany a «07.CB: Sulfats (selenats, etc.) sense anions addicionals, amb H₂O, amb cations de mida mitjana» juntament amb els següents minerals: dwornikita, gunningita, kieserita, poitevinita, szmikita, szomolnokita, cobaltkieserita, bonattita, aplowita, boyleïta, ilesita, rozenita, starkeyita, drobecita, cranswickita, calcantita, jôkokuïta, pentahidrita, sideròtil, bianchita, chvaleticeïta, ferrohexahidrita, hexahidrita, moorhouseïta, niquelhexahidrita, retgersita, bieberita, boothita, mal·lardita, melanterita, zincmelanterita, alpersita, epsomita, goslarita, morenosita, alunògen, metaalunògen, aluminocoquimbita, coquimbita, paracoquimbita, romboclasa, kornelita, quenstedtita, lausenita, lishizhenita, römerita, ransomita, apjohnita, bilinita, dietrichita, halotriquita, pickeringita, redingtonita, wupatkiïta i meridianiïta.

## Formació i jaciments
Va ser descoberta als treballs de potassa de Niedersachsen, a la localitat de Wathlingen, a la Baixa Saxònia (Alemanya). També ha estat descrita en altres tres indrets: Calingasta, a San Juan (Argentina); al volcà Mutnovsky, a l'óblast de Kamtxatka (Rússia), i a les muntanyes de Colúmbia (Columbia Hills), en concret al Cràter Gússev, a l'Aeolis quadrangle, al planeta Mart.